# Agilolfinger
Agilolfinger var det første bayriske hertugdynasti. Dynastiet regerede fra det 6. til slutningen af det 8. århundrede.
Fyrst Agilulf af sveberne og quaderne, der levede i det 5. århundrede, regnes som stamfader til huset Agilolfinger. Garibald I. er den først kendte hertug af famlien. Selvom familiens oprindelse er uklar, så vides det, at de meget tidligt har haft tætte politiske forbindelser til frankerne og langobarderne. Forbindelsen til langobarderne var så tæt, at en sidelinje til Agilolfinger har båret langobardernes krone fra 652 til 712.
Til Agilolfingernes historiske bedrifter hører:
- bosættelsespolitik i det bayriske område
- kristningen af Bayern samt den kirkeretlige grundlæggelse af bispedømmerne Regensburg, Freising, Passau og Salzburg
- afværgning af invasion fra slaverne og avarerne
- nedskrivningen af de bayriske stammerettigheder i Lex Baiuvariorum

Agilolfingerne havde indgået en pagt med karolingerne, og var derfor underlagt Frankerrigets overherredømme. På trods heraf forsøgte Agilolfinger-huset at føre en uafhængig politik i Bayern, hvilket førte til, at Karl den Store afsatte hertug Tassilo III. og ophævede hertugdømmet Bayern og sluttede det til Frankerriget. Agilolfingernes dominans i Bayern var dermed slut.